# 田辺弥八
田辺 弥八（たなべ やはち、1905年（明治38年） 8月13日 - 1990年（平成2年）4月29日）は、日本の海軍軍人。海兵56期。ミッドウェー海戦において、伊号第百六十八潜水艦長として米空母ヨークタウンを撃沈した武功で知られる。最終階級は海軍中佐。

## 来歴・人物
香川県出身。旧制香川県立三豊中学校（第21回）を経て海軍兵学校（56期）を卒業。海兵56期の同期生に高橋赫一、大谷藤之助、三上作夫らがいる。
田辺は通信学校甲種を修了していわゆる「通信屋」となったが、次いで潜水艦水雷長養成過程である潜水学校乙種を修了し、潜水艦乗りとなる。海軍大尉時代は「伊八潜」通信長を5ヶ月、第二潜水戦隊参謀を1年8ヶ月務め、1940年（昭和15年）11月海軍少佐へ進級。潜水艦長養成課程である潜水学校甲種学生で4か月ほどの教育を受け、呂号第五十九潜水艦長として太平洋戦争を迎えた。
1942年（昭和17年）1月、伊号第百六十八潜水艦長となり5月13日、ミッドウェー海戦に出撃する。同海戦において日本海軍は空母4隻を撃沈されるなどの損害を受けた。田辺は、度重なる損害を受けながら沈没せず曳航されていた空母ヨークタウン及び駆逐艦ハムマンを雷撃し撃沈した。その後、伊号第百七十六潜水艦長に転じ南方へ出撃。10月20日には米重巡チェスターを雷撃、日本側では発射魚雷6本中2本の命中としており、アメリカ側も損傷を受けたことを認めている。ガダルカナル島への輸送任務に従事中、米戦闘機の銃撃により負傷し、帰国。潜水学校教官となり、1944年（昭和19年）5月に海軍中佐へ進級。1945年（昭和20年）6月には特兵部員に転じ、終戦を迎えた。戦後は紙工場を営み戦友達やその家族共に全員家族一同働く仲にあったという。平成2年亡くなる。

## ヨークタウン撃沈

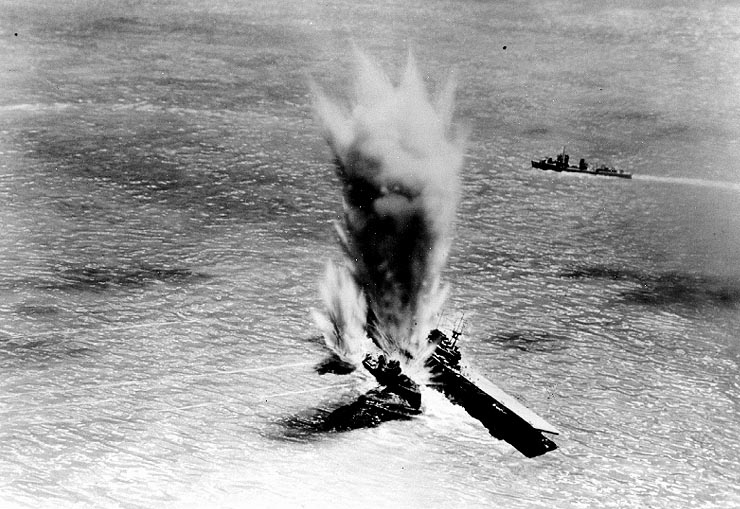
伊号第百六十八潜水艦の放った魚雷が、空母ヨークタウンと駆逐艦ハムマンに命中した瞬間（アメリカ海軍の公式再現ジオラマより）

ミッドウェー海戦で南雲機動部隊が大損害を受けたことを知った連合艦隊司令部は、「伊一六八潜」にミッドウェー島の砲撃を命じる。「伊一六八潜」は6月2日以来ミッドウェー島の敵情偵察にあたっていたが、6月5日午後10時半ごろサンド島を砲撃している。翌6月6日、重巡「筑摩」の水上偵察機がヨークタウン型空母を発見し、同司令部は午前6時45分に第六艦隊司令長官・小松輝久にミッドウェー島の周囲にあった「伊一六八潜」をして同空母を撃沈するよう命ずる。しかしサンド島を砲撃したことで米海軍の制圧を受け浮上できなかった「伊一六八潜」は命令に応ずるのが遅れ、指定された地点に到着したのは6月7日午前1時過ぎである。敵艦を発見した田辺は襲撃運動を展開。水中速力3ノットで接近し、探信音が頻繁に感知される厳重な警戒を突破した。田辺は空母が傾斜した左舷からの攻撃をあきらめ、右舷を目標に距離1200メートルから魚雷を4本発射した。魚雷は空母へ3発（アメリカ側では2発）、駆逐艦へ1発命中し両艦を撃沈した。その後艦長は爆雷を避ける為に潜水艦を米空母ヨークタウンの真下に潜めさせて米駆逐艦の5時間にわたる爆雷攻撃から離脱した、日本への帰投は6月19日であった。